# Maszewo Duże (gromada)
Maszewo Duże – dawna gromada, czyli najmniejsza jednostka podziału terytorialnego Polskiej Rzeczypospolitej Ludowej w latach 1954–1972.
Gromady, z gromadzkimi radami narodowymi (GRN) jako organami władzy najniższego stopnia na wsi, funkcjonowały od reformy reorganizującej administrację wiejską przeprowadzonej jesienią 1954 do momentu ich zniesienia z dniem 1 stycznia 1973, tym samym wypierając organizację gminną w latach 1954–1972.
Gromadę Maszewo Duże z siedzibą GRN w Maszewie Dużym utworzono – jako jedną z 8759 gromad na obszarze Polski – w powiecie płockim w woj. warszawskim, na mocy uchwały nr VI/10/13/54 WRN w Warszawie z dnia 5 października 1954. W skład jednostki weszły obszary dotychczasowych gromad Brwilno, Chełpowo, Ludwikowo, Mańkowo, Maszewo, Maszewo Duże, Maszewo Małe, Ulaszewo i Wyszyna ze zniesionej gminy Biała w tymże powiecie. Dla gromady ustalono 21 członków gromadzkiej rady narodowej.
31 grudnia 1961 z gromady Maszewo Duże wyłączono wsie Chełpowo i Maszewo Małe oraz część obszarów wsi Maszewo i Maszewo Duże z przysiółkiem Winiary, włączając je do miasta Płocka (powiat miejski) w tymże województwie, po czym gromadę Maszewo Duże zniesiono, włączając jej (pozostały) obszar do gromady Biała Stara w powiecie płockim.